# Viljo Rantala
Viljo Johannes Rantala, född 18 november 1892 i Pungalaitio, död där 31 december 1980, var en finländsk politiker. 
Rantala, som 1911 anslutit sig till socialdemokraterna, dömdes 1918 till livstids tukthus för sitt deltagande på den röda sidan i finska inbördeskriget. Han frigavs redan 1921, invaldes följande år i Finlands riksdag och satt där i fyra decennier, fram till 1962. Han var finansminister i Urho Kekkonens regering 1951–1953.